# Sinthusa dichroa
Sinthusa dichroa är en fjärilsart som beskrevs av Adalbert Seitz 1926. Sinthusa dichroa ingår i släktet Sinthusa och familjen juvelvingar. Inga underarter finns listade i Catalogue of Life.